# Сома (Веди)
Сома — один з богів Ріґведи, має кілька іпостасей: рослина, з якої витискали камінням сік, готуючи з нього амриту; вичавлений сік; бог натхнення Сома, наречений Сур'ї, доньки Сонця.
Основними характеристиками священного напою сома є радість, лагідність і Місяць (який ототожнюється з небесною чашею соми, з якої пив Бог, і яка постійно поповнювалася Сонцем). Готується з рідкісної гірської рослини посвяченими брамінами. Той, хто п'є його, легко досягає Брадхни, або місця сяйва (Небес). Його часто згадують у Ріґведі та Самаведі. Стародавня індуїстська писемність, Ріґведа, містить сотні згадок про сому, включаючи «Сома Мандала», що містить 114 сукт, що містять 1097 мантр, які описують енергетичні якості соми.

## Історія
Рослина, яка в тексті описується як жовта з довгими стеблами, росла в горах і збиралася жінками. Сік добували з його стебла, вдавлюючи його між двома каменями або товчучи в ступі. Сік фільтрували через овечу шерсть і зберігали в дерев'яних діжках або банках. Сома Раса, як цей напій називали стародавні, мала коричневий або темно-коричневе забарвлення. Перед вживанням, сома змішувалась з молоком або йогуртом. Під час ритуалів Сома Раса пропонувалася богам і проковтувалася священиками та віруючими. З різних джерел відомо, що сому ставало дедалі важче дістати. Одна молитва навіть вибачається перед богами за те, що вони використовували замінник. А після 800 року до н.е. жодних згадок про сому не збереглося.

## Міфологія
|           | Ми випили сому, ми стали безсмертними, ми прийшли до світла, ми знайшли богів |
| — Ріґведа |                                                                               |

Нірукта, що використовується для тлумачення Вед у традиції Санатана, описує два значення соми. По-перше, сома — це чарівне зілля, що приносить радість, і, по-друге, його називають Місяцем. Це описано у двох віршах, де вказані ці два значення.
У першому вірші, що є гімном, зверненим до Соми, божества священної рослини та еліксиру безсмертя, прохання очистити та зміцнити Індру, царя богів, своєю солодкою та пробуджуючою есенцією:
|  | स्वादिष्ठया मदिष्ठया पवस्व सोम धारया। इन्द्राय पातवे सुतः॥ (ऋक् ९.१.१, सामवेद १) |

У другому вірші говориться про священну природу соми. З нього випливає, що сома — це напій з розтертих трав, яку споживають боги, і ніхто інший не може до неї доторкнутися: 
|  | सोमं मन्यते पपिवान्यत्सम्पिषन्त्योषधिम्। सोमं यं ब्रह्माणो विदुर्न तस्याश्नाति कश्चन॥ (ऋक् १०.८५.३)' |

У Ведах згадується щонайменше три Соми: Сома Павамана (Чумацький Шлях), Сома-Місяць і рослина сома, що містить сік-сому. Сома-Місяць, зі свого боку, має три іпостасі: Сома-світило, Сома — божество, владика планети, і сома — «нектар», що випромінює Місяць і який проявляється як сік у рослинах.
У Ріґведі, в гімні «До Соми і Пушана» (II, 40), в якому Сома і Пушан називаються «породителями багатств», «пастухами світобудови», вказується, що один з них «породив усі істоти», а інший «рухається, все озираючи».
У «Весільному гімні» Ріґведи (X, 85) описується весільна церемонія Соми (який асоціюється з місяцем) і Сурї (дочки солярного божества Савітар).
Зустрічаються також згадки Соми в парі (або як частина імені) з іншими божествами: Індра-Сома (VII, 104), Сома-Рудра (VI, 74). До Соми звернені гімни дев'ятої мандали Ріґведи.
Ім'я Цар-Сома фігурує в індуському пантеоні. Сома — це також ім'я бога місяця Чандри.
Кілька текстів Атхарва-веди оспівують цілющі властивості соми. Сома, будучи найважливішою з трав, являється царем рослин. Він отримує епітет Ванаспаті, "володар лісу", і вважається, що він породив усі рослини. До нього разом з рослинами звертаються, щоб було знято гріх і даровано блаженство.
Напій Сома був відомий також фракійцям, фрігійцям і грекам, його божеством був Сабазій, але пізніше цей культ був замінений культом Діоніса, і божества були об'єднані.

## Інгредієнти
Рецепт і склад напою невідомі, і існує безліч теорій про те, чим саме була сома.
У 1968 році Гордон Вассон висунув концепцію, у своїй часто цитованій «Soma, Divine Mushroom of Immortality», згідно з якою «рослина» під назвою сома була мухомор червоний. Вассон вважав, що сома — це гриб, який використовувався в релігійних церемоніях понад 4000 років тому, до початку християнської ери, людьми, які називали себе „аріями“.
Девід Стофлет Флаттер і Мартін Шварц, ґрунтуючись на вивченні Авести, в публікації 1989 року „Хаома та Гармалін“, висунули теорію, що сома — це Ребрик звичайний.
На думку деяких авторів, інгредієнтами могли бути: безлистий чагарник під назвою Somalata (Sarcostemma acidum), що означає «лист або гілка соми», ефедра, канабіс (з листя і квітів жіночих конопель готують бханг, який змішують з молоком і п'ють під час весняного свята Холі), мак, гриб мухомор (володіє галюциногенною дією і використовується сибірськими шаманами в своїх ритуалах), Ребрик звичайний, Periploca aphylla.